# Kurumsakite
La kurumsakite è un minerale.